# Funktionärer inom teknik och information
Funktionärer inom teknik och information (finska: Tekniikan ja tiedon toimihenkilöt, TTT) är en finländsk facklig organisation inom ett flertal avtalssektorer.
Funktionärer inom teknik och information, som grundades 1965, har medlemmar som arbetar vid drygt fyrtio statliga verk och forskningscentraler, företag och affärsverk. Medlemsantalet var 2009 omkring 13 400. Förbundet erbjuder medlemmarna bistånd i bland annat avtalsfrågor, jurist- och rättsskyddsservice, utbildning och information. Funktionärer inom teknik och information är största medlemsorganisation inom Löntagarorganisationen Pardia, som i sin tur tillhör Tjänstemannacentralorganisationen STTK.